# 三十三応現身像
三十三応現身像（さんじゅうさんおうげんしんぞう、十一面観音菩薩三十三応現身像）とは、観音菩薩が衆生を救済する際に、相手の機根に応じて種々の姿を現すことを図像化したもの。『法華経』観世音菩薩普門品第二十五（いわゆる『観音経』）には、観音菩薩はあまねく衆生を救うために相手に応じて仏身、声聞身、阿修羅身など33の姿に変身することが説かれている。詳しくは観音菩薩#普門示現の項を参照のこと。

## 三十三応現身像の一覧

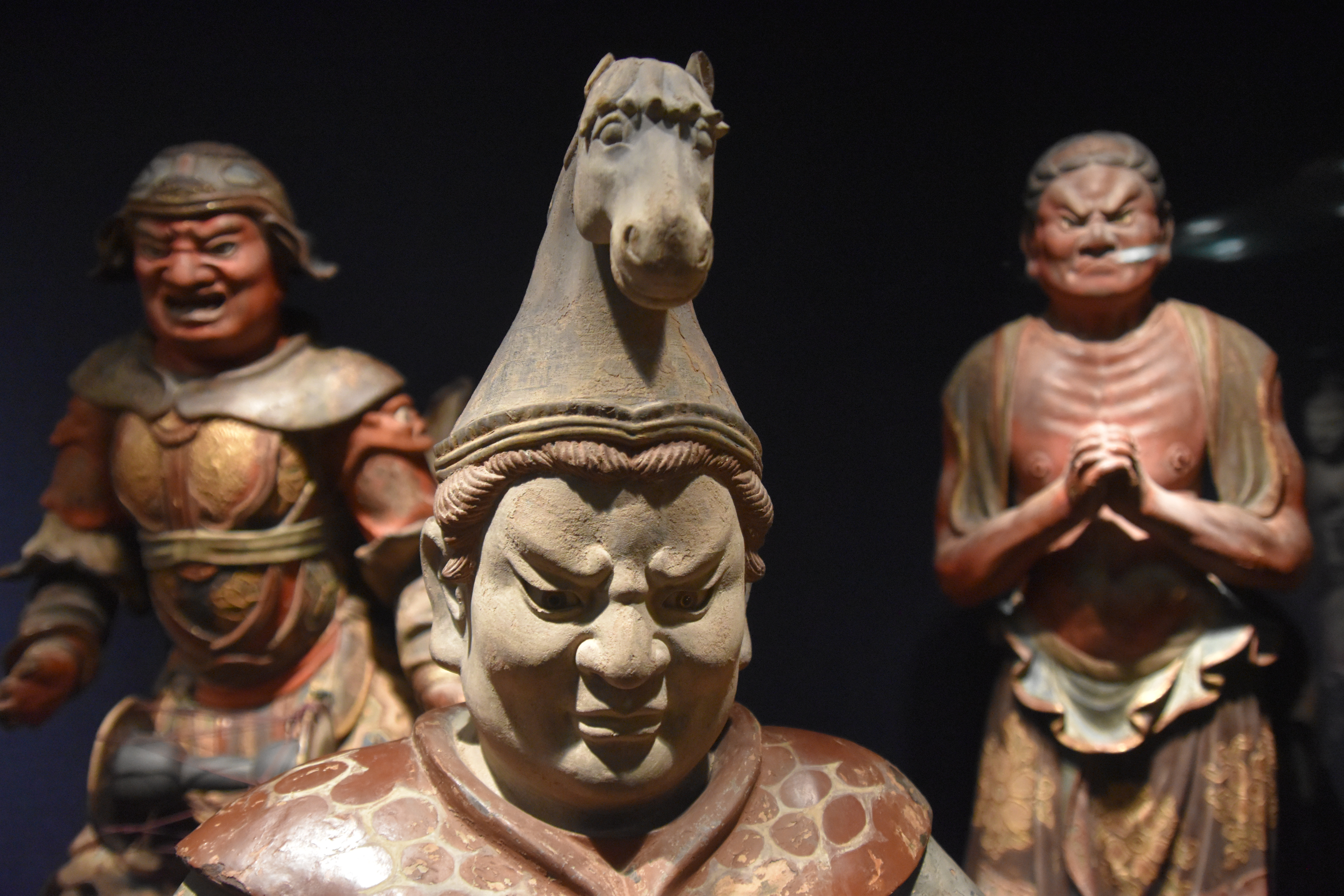
緊那羅

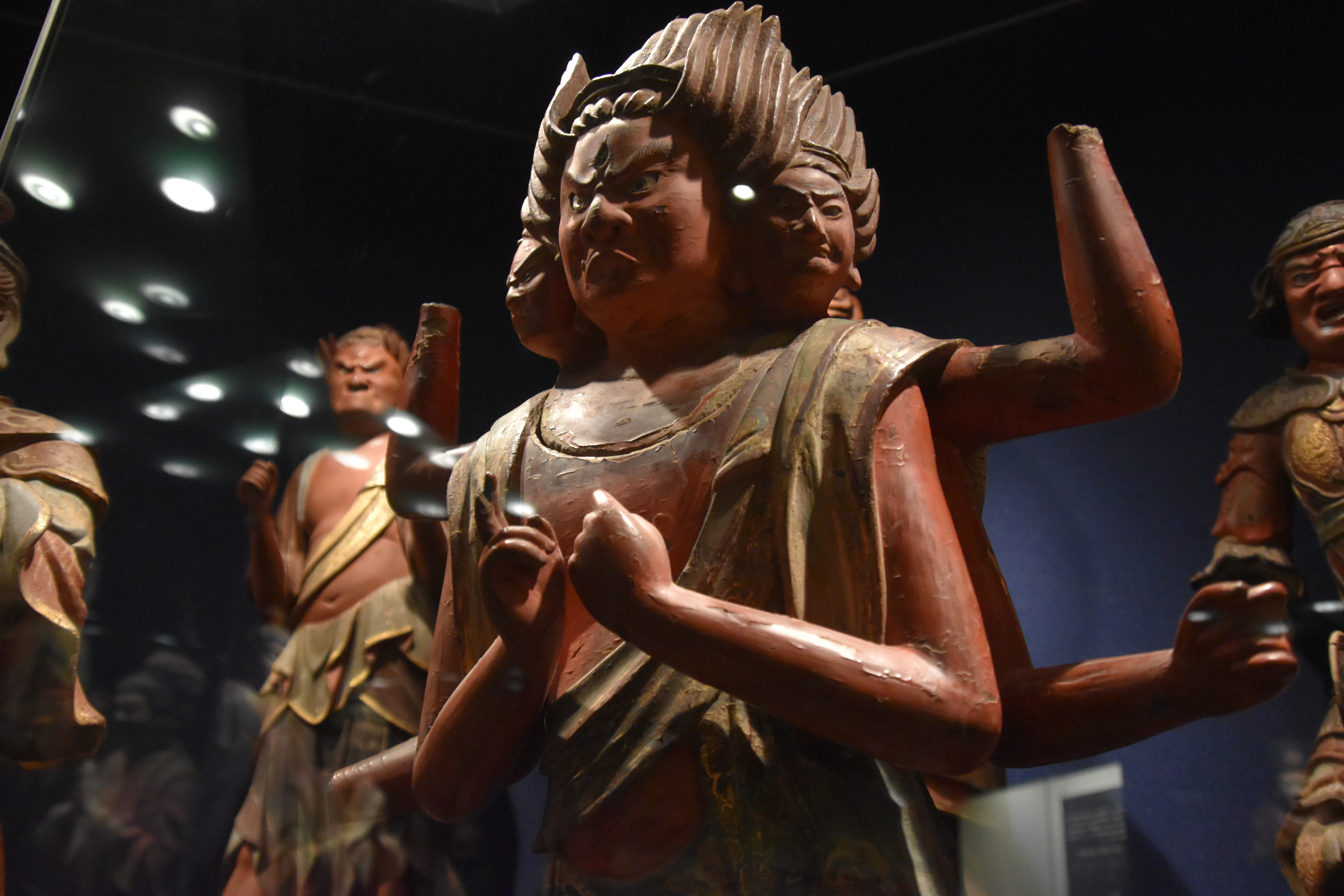
阿修羅

1. 仏身(ぶっしん)
2. 辟支仏身(びゃくしぶつしん)
3. 声聞身(しょうもんしん)
4. 梵王身(ぼんおうしん)
5. 帝釈身(たいしゃくしん)
6. 自在天身(じざいてんしん)
7. 大自在天身(だいじざいてんしん)
8. 天大将軍身(てんだいしょうぐんしん)
9. 毘沙門身(びしゃもんしん)
10. 小王身(しょうおうしん)
11. 長者身(ちょうじゃしん)
12. 居士身(こじしん)
13. 宰官身(さいかんしん)
14. 婆羅門身(ばらもんしん)
15. 比丘身(びくしん)
16. 比丘尼身(びくにしん)
17. 優婆塞身(うばそくしん)
18. 優婆夷身(うばいしん)
19. 長者婦女身(ちょうじゃぶにょしん)
20. 居士婦女身(こじぶにょしん)
21. 宰官婦女身(さいかんぶにょしん)
22. 婆羅門婦女身(ばらもんぶにょしん)
23. 童男身(どうなんしん)
24. 童女身(どうにょしん)
25. 天身(てんしん)
26. 龍身(りゅうしん)
27. 夜叉身(やしゃしん)
28. 乾闥婆身(けんだっぱしん)
29. 阿修羅身(あしゅらしん)
30. 迦楼羅身(かるらしん)
31. 緊那羅身(きんならしん)
32. 摩睺羅伽身(まごらがしん)
33. 執金剛身（しゅうこんごうしん）

## 主な三十三応現身像を所蔵する寺院一覧
- 福島県・法用寺
- 福島県・如法寺[1]
- 東京都・西光寺
- 東京都・護国寺
- 神奈川県・長谷寺
- 神奈川県・杉本寺
- 神奈川県・景観寺
- 神奈川県・光明寺
- 愛知県・圓福寺
- 兵庫県・楊柳寺